# Робер, Ален (политик)
Ален Робер (фр. Alain Robert; 9 октября 1945, Париж) — французский политик, националист и антикоммунист. Руководящий активист ультраправых организаций «Запад», Группа объединённой обороны, Новый порядок, Национальный фронт, Партия новых сил. Участник уличных столкновений с коммунистами и леворадикалами, был осуждён за политическое насилие. Работал в охране президента Валери Жискар д’Эстена. Впоследствии перешёл с праворадикальных на консервативные позиции. Активно включился в политические проекты Шарля Паскуа, состоял в правом крыле голлистских партий Объединение в поддержку республики, Объединение за Францию, Союз за народное движение, с 2015 — член партии Республиканцы. В 1985—1998 — депутат кантонального совета Западного Монтрея и регионального совета Иль-де-Франс.

## Боевик «Запада»
Родился в семье парижского среднего класса. Учился на юридическом факультете Парижского университета. С юности придерживался ультраправых взглядов, был убеждённым французским националистом и непримиримым антикоммунистом. В ноябре 1962 семнадцатилетний Ален Робер вступил в Федерацию студентов-националистов (FEN). Вместе с Аленом Мадленом и Жераром Лонге руководил парижской федерацией FEN, курировал работу со школьниками. Отличался склонностью к прямому действию, называл себя и своих соратников «железными людьми Запада».
После роспуска парижской организации FEN Ален Робер вместе с Аленом Мадленом, Жераром Лонге, Патриком Деведжяном стал соучредителем праворадикального движения «Запад». В 1965 участвовал в предвыборной кампании Жана-Луи Тиксье-Виньянкура. Состоял в Центральном секретариате «Запада», курировал в движении акции прямого действия, включая уличные нападения на коммунистов и левых.
Приветствовал массовые убийства в Индонезии, повторял лозунг генерала Сухарто «убивать коммунистов везде». Активно участвовал в кампании поддержки Южного Вьетнама во Вьетнамской войне, скандировал лозунг «Рейнджеры — в Ханой!» В 1967 вместе с группой активных «западников» был осуждён за массовую драку со сторонниками ДРВ в кампусе Руанского университета. На упрёки в «поклонении Муссолини и Геббельсу» Робер впоследствии отвечал, что левые «поклонялись Берии».
Движение «Запад» раскололось в дни «Красного мая» 1968. Одни активисты поддержали протесты против президента де Голля, которого считали пособником коммунизма; другие вместе с голлистами выступили против ультралевых и коммунистов. 3 мая 1968 «два Алена» — Робер и Мадлен — вывели колонну «Запада» к Сорбонне, завязалась массовая драка у Люксембургского сада.

## Организатор ультраправых
31 октября 1968 движение «Запад» было запрещено как экстремистское. Такие деятели, как Ален Мадлен и Жерар Лонге, эволюционировали к либерализму и стали сторонниками Валери Жискар д’Эстена. Ален Робер поначалу оставался ультраправым. Он организовал и возглавил Группу объединённой обороны (первое время в GUD входил и Жерар Лонге) — «боевой полюс крайне правых 1970-х годов». В 1969 Робер стал одним из основателей неофашистской группировки Новый порядок Жана-Франсуа Гальвера. Снова участвовал в столкновениях с леворадикалами, вызывал у противников яростную ненависть.
Как представитель «Нового порядка» Ален Робер был участником создания Национального фронта (НФ) в 1972. Сотрудничал с Жан-Мари Ле Пеном, занимал должность секретаря НФ, редактировал журнал Faire front. Но между Ле Пеном и Робером быстро возник конфликт, связанный с политическими амбициями Робера — он требовал для своих сторонников большинства в партийном руководстве. В 1973 Ле Пен исключил Робера из НФ, Робер не признал исключения, продолжал использовать партийный бренд, публично заявлял, что «НФ — не партия Ле Пена». Дело дошло до суда, который вынес решение в пользу Ле Пена. Робер вынужден был оставить НФ.
К тому времени власти запретили «Новый порядок». Ален Робер продолжал редактировать «Faire front», превратившийся в своеобразную политическую организацию. С энтузиазмом воспринял военный переворот в Чили, приветствовал генерала Пиночета. Но Робер и его группа оказались в сложном положении политической изоляции и финансового банкротства. Выход был найден в том, чтобы предложить охранные услуги Жискар д’Эстену, который в 1974 был избран президентом Франции. Жискар д’Эстен принял предложение. Ультраправые активисты осудили этот шаг Робера, назвав его «наёмником Жискара». Робер отвечал, что эта работа позволила расплатиться по долгам «Нового порядка» и «Faire front».
В 1974 Ален Робер присоединился к неофашистской Партии новых сил Паскаля Гошона (PFN). Жёстко антикоммунистическая и антисоветская PFN пыталась стать «мостом» между ультраправыми, в том числе бывшими членами ОАС, и правоцентристским Союзом за французскую демократию Жискар д’Эстена. В 1977 активисты PFN развернули кампанию протеста против визита во Францию генерального секретаря ЦК КПСС Леонида Брежнева. Резонансным стало нападение на парижское представительство «Аэрофлота».
Роль Алена Робера во французском крайне правом движении характеризуется как «не звёздная, но центральная».

## Консервативный политик
Взгляды и позиции Алена Робера постепенно эволюционировали от правого радикализма к правому консерватизму и даже консервативному либерализму. Он открыто заявлял, что не видит смысла в маргинальной политике и предпочитает интегрироваться в систему. В 1981 Робер вступил в Национальный центр независимых и крестьян, стал заместителем генерального секретаря и руководителем организации в Сен-Сен-Дени. Позиционировался как «умеренный правый», выступал в защиту экономических и профсоюзных свобод.
Важным политическим рубежом стало для Алена Робера знакомство с Шарлем Паскуа. Крупный политик голлизма, многолетний сенатор, один из основателей SAC и службы безопасности Объединения в поддержку республики (ОПР), в 1986—1988 Паскуа был министром внутренних дел в правительстве Жака Ширака. Робер примирился с голлизмом и с энтузиазмом включился в политическую инфраструктуру Паскуа.
С 1984 Ален Робер состоял в комитете «Солидарность и защита свободы». В 1985 был избран в совет кантона Западный Монтрей, в 1986 — в региональный совет Иль-де-Франс. В 1987 вступил в ОПР, получил в партии секретарскую должность. Был сотрудником аппарата министра-делегата по безопасности Робера Пандро и аппарата МВД при министерстве Паскуа в середине 1980-х и в начале 1990-х. В 1989 стал генеральным секретарём Национального движения выборных представителей. В 1994 был включён в Экономический, социальный и экологический совет.
Ален Робер неоднократно высказывал симпатии и благодарность Шарлю Паскуа. Отмечал, что Паскуа «умел объединять самых разных людей» и ультраправое прошлое не создавало в его кругу дискомфорта.
В 1999 Ален Робер вступил в созданную Паскуа партию Объединение за Францию и европейскую независимость. В 2002 примкнул к голлистскому Союзу за народное движение, поддерживал Жака Ширака и Николя Саркози. С 2015 состоит в неоголлистской партии Республиканцы.
Ален Робер сохраняет отношения с ветеранами «Запада», Группы объединённой обороны и «Нового порядка». Дружески общается с Аленом Мадленом и Жераром Лонге. Входит в клуб Cercle Iéna, где встречается с Эриком Земмуром и представителями Марин Ле Пен. Политическое многообразие этих контактов объясняет сплочением в борьбе против левых. Убеждён, что правоту его молодости исторически подтвердило падение Берлинской стены.